# ヴィリヴェ・ミラミラ
ヴィリヴェ・ミラミラ（Vilive Miramira、1999年3月21日 - ）は、スーパーラグビー・パシフィックフィジアン・ドゥルアに所属するラグビー選手。

## プロフィール
- フィジー・バヌアレブ島出身[1]。
- ポジションはフランカー(FL)。
- 身長 193cm、体重 97kg
- U20フィジー代表に選ばれたことがある[2]。
- フィジー代表キャップは4（2024年3月現在）でラグビーワールドカップ2023のフィジー代表に選ばれた[3]。

## 略歴
2021年、フィジアン・ドゥルアに加入。